# Mario Nakić
Mario Nakić (in serbo Марио Накић?; Belgrado, 14 giugno 2001) è un cestista serbo con cittadinanza croata di formazione spagnola.

## Biografia
È il figlio dell'ex cestista Ivo Nakić.

## Palmarès
- Campionato spagnolo: 1

Real Madrid: 2017-18
- Campionato belga: 1

Ostenda: 2020-21
- Campionato serbo: 1

Partizan: 2024-25
- Coppa del Belgio: 1

Ostenda: 2021
- Lega Adriatica: 1

Partizan: 2024-25

### Competizioni giovanili
- Euroleague Basketball Next Generation Tournament: 1

Real Madrid: 2019